# المجمع المغلق أغسطس 1978
المجمع المغلق أغسطس 1978 هو المجمع الموكول بانتخاب بابا الكنيسة الكاثوليكية الجديد بعد استقالة البابا. انعقد مجمع الكرادلة لانتخاب البابا الجديد بدءًا من
25 أغسطس 1978 وانتهى في 26 أغسطس 1978. انتُخبَ يوحنا بولس الأول ليكون البابا الجديد للكنيسة.
عُقدَ المجمع في الفاتيكان في 26 أغسطس 1978.